# 일본 국세청
국세청(일본어: 国税庁 고쿠제쵸[*], National Tax Agency, 약칭: NTA)은 일본의 행정기관이다.

## 설치 근거 및 소관 업무

### 설치 근거
- 재무성설치법 제18조

### 소관 업무
- 내국세의 적정하고 공평한 부과 및 징수
- 주류업의 건전한 발달
- 세무사 업무의 적정한 운영의 확보

## 연혁
- 1949년(쇼와 24년) 6월 1일: 대장성 주세국의 일부 과를 통합하여 국세청을 설치.
- 1951년(쇼와 26년) 4월 1일: 차장직을 신설.

## 조직

### 간부
- 장관 1인
- 차장 1인

### 내부부국

#### 장관관방
- 총무과
- 인사과
- 회계과
- 기획과
- 국제업무과

#### 과세부
- 개인과세과
- 자산과세과
- 법인과세과
- 주세과

#### 징수부
- 관리운영과
- 징수과

#### 조사사찰부
- 조사과
- 감찰과

### 시설등기관
- 세무대학교

### 특별 기관
- 국세불복심판소

### 지방지분부국
- 삿포로국세국
- 센다이국세국
- 간토신에쓰국세국
- 도쿄국세국
- 가나자와국세국
- 나고야국세국
- 오사카국세국
- 히로시마국세국
- 다카마쓰국세국
- 후쿠오카국세국
- 구마모토국세국

## 같이 보기
- 국세청 장관
- 국세청 차장
- 대한민국 국세청